# Zengīr
Zengīr (persiska: زنگير) är en ort i Iran.   Den ligger i provinsen Ardabil, i den nordvästra delen av landet, 500 km nordväst om huvudstaden Teheran. Zengīr ligger 653 meter över havet och antalet invånare är 494.
Terrängen runt Zengīr är lite bergig. Runt Zengīr är det ganska tätbefolkat, med 58 invånare per kvadratkilometer. Närmaste större samhälle är Germī, 8,1 km väster om Zengīr. Trakten runt Zengīr består till största delen av jordbruksmark.